# Nutrizione

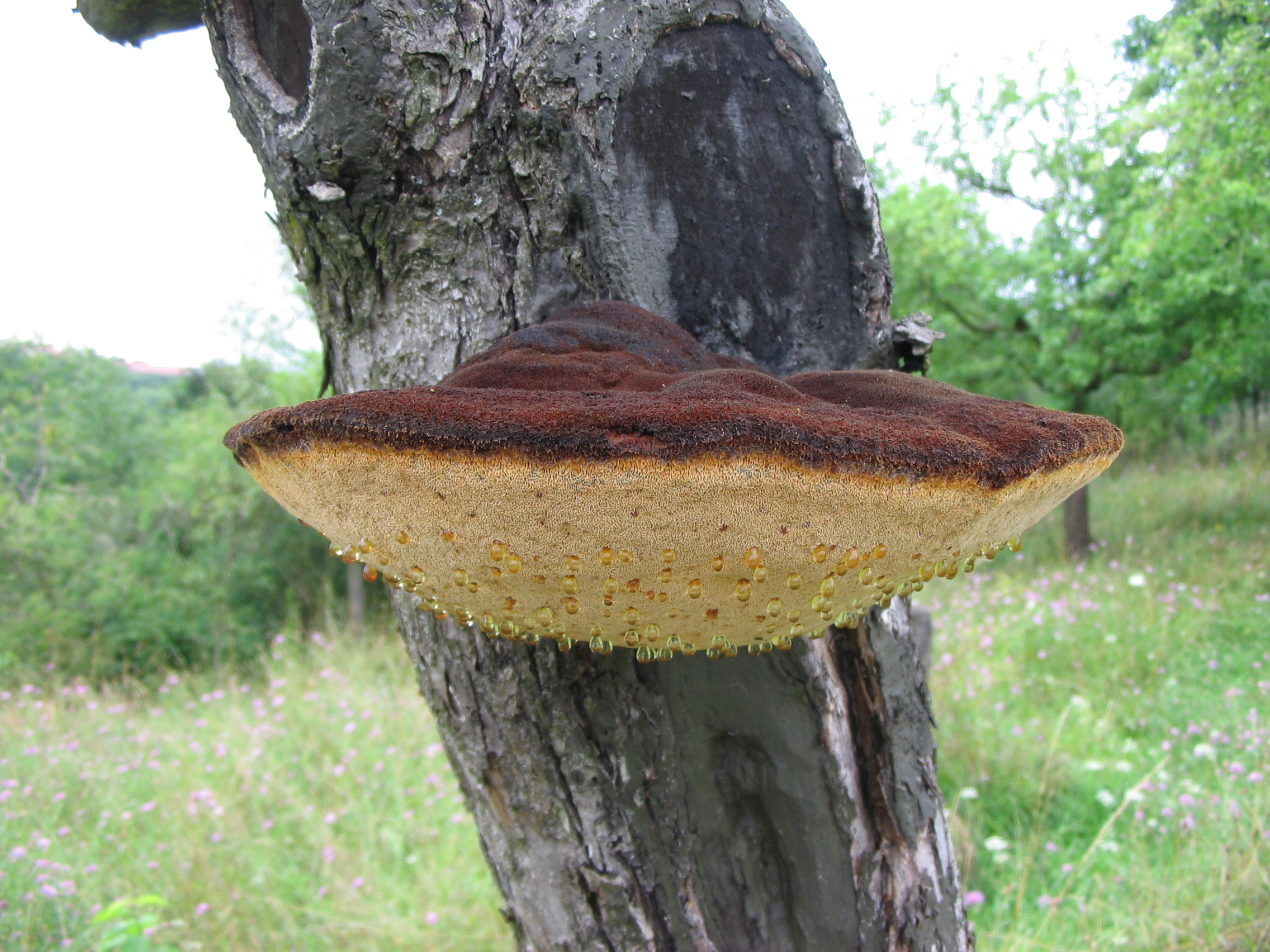
Fungo xilovoro che si nutre della lignina di un albero, composto non nutriente per la totalità degli animali

La nutrizione è l'insieme dei processi biologici che consentono, o che condizionano, la sopravvivenza, la crescita, lo sviluppo e l'integrità di un organismo vivente, di tutti i regni (vegetali, animali, funghi, batteri, archeobatteri, protisti), sulla base della disponibilità di energia e di nutrienti.
Essa è quindi distinguibile dall'alimentazione, che in fisiologia è considerata come il momento della nutrizione corrispondente all'azione di procurare i nutrienti all'organismo, e alle trasformazioni che il cibo subisce nel tratto digerente. In biologia, gastroenterologia, medicina interna, i termini "nutrizione" e "alimentazione" riflettono aspetti differenti, con implicazioni cliniche, terapeutiche, biochimiche distanti. In scienza della nutrizione è invece consuetudine usare i due termini come sinonimi.

## La nutrizione dei viventi
I viventi sono accomunati da alcuni aspetti fondamentali ma differiscono nel particolare. Il particolare e differente metabolismo di un organismo da un altro determinerà le sostanze nutritive per se stesso e quelle inutilizzabili o tossiche. Per esempio, alcuni procarioti utilizzano solfuro di idrogeno come nutriente, ma questo gas è velenoso per la maggioranza degli animali. Il tasso metabolico influenza la quantità di cibo che un organismo richiede, incidendo sul suo comportamento alimentare.
Una caratteristica peculiare del metabolismo che accomuna i viventi è la somiglianza delle vie metaboliche utilizzate tra specie anche molto diverse tra loro.

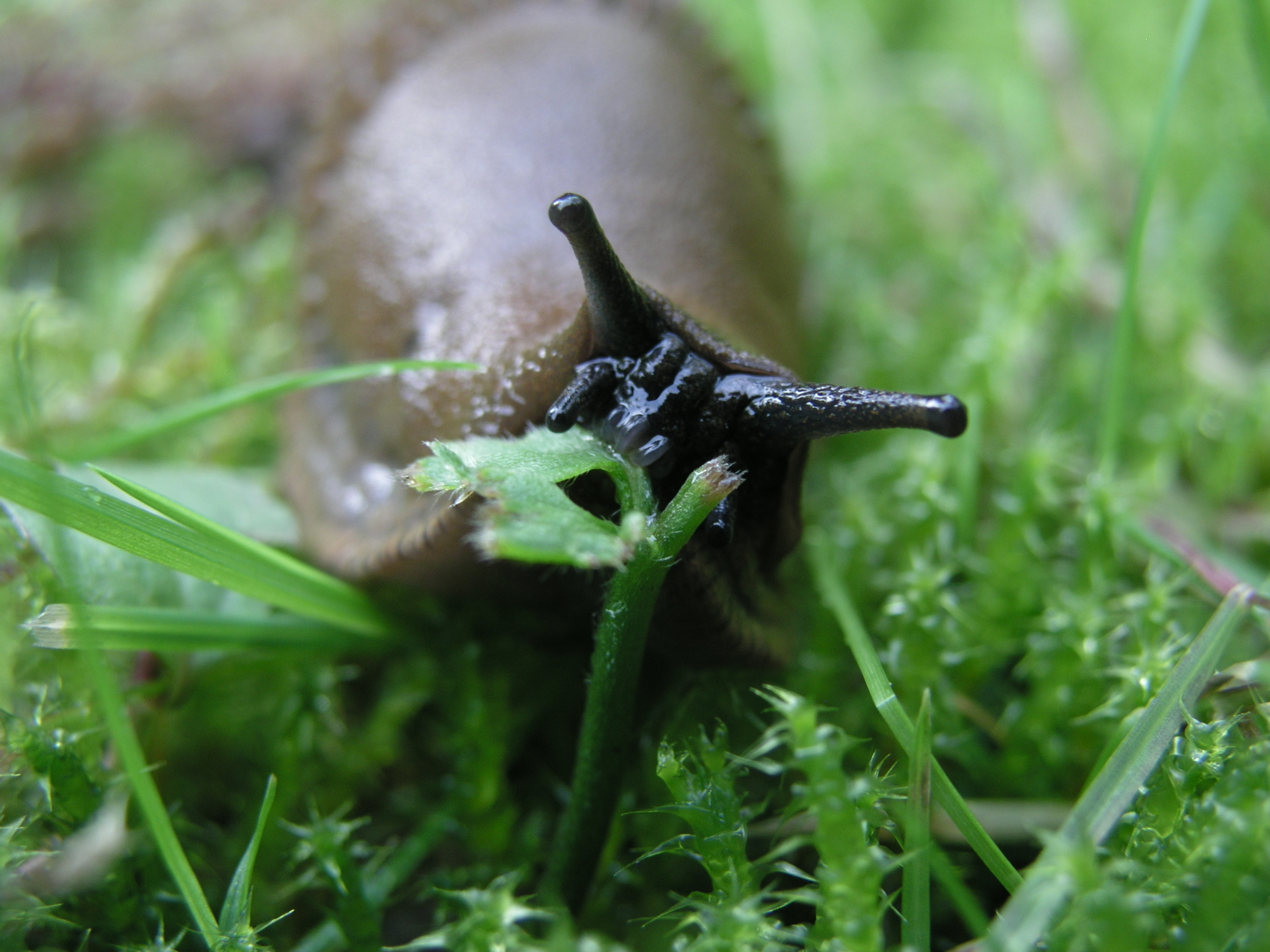
Gasteropode che si nutre

Le sostanze nutritive vengono variamente prelevate principalmente dall'ambiente esterno, benché esista la possibilità di autofagia, cellulare e dell'organismo in determinate circostanze. A seconda della natura chimica di queste sostanze e dei tipi di organismi viventi considerati, in una prima approssimazione possono determinarsi due grosse categorie:
- Autotrofi: vegetali, molti procarioti, cromisti e batteri autotrofi come le alghe azzurre: assorbono generalmente dall'ambiente sostanze inorganiche semplici, in genere non utilizzando l'energia immagazzinata nei legami chimici delle sostanze organiche assimilate.
- Eterotrofi: animali, Funghi, molti batteri[7] e protozoi eterotrofi devono assumere dall'ambiente molecole organiche complesse da cui trarre il carbonio indispensabile alla vita.

Viene considerato ormai noto che una dieta povera possa avere un impatto dannoso sulla salute umana e animale, causando ad esempio nell'uomo malattie da carenza, come scorbuto, beri-beri, rachitismo, condizioni sanitarie a rischio come l'obesità e comuni malattie croniche sistemiche come le malattie cardiovascolari, il diabete e l'osteoporosi. La povertà della dieta viene ovviamente collegata alle esigenze alimentari specifiche dell'organismo considerato, che possono variare considerevolmente anche tra specie affini, dove per esempio possono essere differenti gli amminoacidi essenziali o le stesse vitamine. Il ratto ad esempio è in grado di sintetizzare autonomamente la vitamina C necessaria al proprio organismo, la cavia no.
L'esistenza di un legame tra ciò che si mangia e lo stato di salute o lo svilupparsi di alcune malattie è riconosciuta fin dall'antichità. Nel 475 a.C. Anassagora sosteneva che nel cibo esistono dei principi che vengono assorbiti dal corpo umano e usati come componenti "generativi" (una prima intuizione dell'esistenza dei principi nutritivi); nel 400 a.C. Ippocrate diceva "Lascia che il cibo sia la tua medicina, e la medicina sia il tuo cibo". Nel 1747 il medico inglese James Lind condusse il primo esperimento di nutrizione, scoprendo che il succo di limone era in grado di far guarire dallo scorbuto. Solo negli anni trenta si scoprì che questa proprietà era dovuta alla vitamina C.

## Scopo della nutrizione nei diversi organismi

Flussi trofici nei diversi organismi

Gli organismi eterotrofi, a cui possiamo applicare il concetto di nutrizione, possono essere suddivisi in due classi principali: fotoeterotrofi e chemioeterotrofi.
- I fotoeterotrofi producono energia dalla luce e utilizzano composti organici per funzioni plastiche. Consumano poco o niente dell'energia prodotta durante la fotosintesi per ridurre NADP a NADPH, in quanto non c'è bisogno di usare il ciclo di Calvin se carboidrati sono disponibili nella dieta.
- I chemioeterotrofi invece producono ATP da ossidanti chimici. Ci sono due tipi di chemioeterotrofi: chemioorganoeterotrofi e chemiolitoeterotrofi.
  - I chemiolitoeterotrofi, o eterotrofi litotrofici come solfobatteri (ad esempio Beggiatoa e Thiobacillus) e batteri solfato-riduttori, utilizzano sostanze inorganiche per produrre ATP, tra cui il solfuro di idrogeno, zolfo elementare, tiosolfato, e idrogeno molecolare. Essi utilizzano i composti organici per costruire le loro strutture biologiche.
  - Chemioorganoeterotrofi, o semplicemente organotrofi, sfruttano i composti di carbonio ridotto come fonti di energia, come i carboidrati, grassi e proteine da piante e animali.

La nutrizione di ogni organismo si basa sul principio che lo stato di salute viene mantenuto grazie all'assunzione, tramite gli alimenti, di principi nutritivi necessari a:
- fornire energia chimica per il mantenimento delle funzioni vitali e per le attività corporee, ossidando glucidi semplici e complessi, lipidi, proteine e amminoacidi, ma anche, a seconda degli organismi, i più disparati substrati chimici, dalle molecole inorganiche, ai polifenoli, agli idrocarburi del petrolio.
- fornire materiale plastico per la crescita, il rimodellamento e la riparazione dei tessuti utilizzando proteine, glucidi, lipidi e altre molecole.
- fornire materiale regolatore delle reazioni metaboliche come elementi chimici essenziali in forma inorganica (minerali), vitamine, e altre molecole.
- fornire materiale di riserva come grasso nel tessuto adiposo, glicogeno, amido, eccetera.

## Nei Vertebrati
Negli organismi superiori, e nello specifico nei vertebrati, il vasto campo abbracciato dall'argomento si restringe. Si tratta di organismi chemioorganoeterotrofi, che sfruttano un più ristretto gruppo di sostanze per le esigenze del loro metabolismo, possiedono un evoluto apparato digerente atto a trasformare i cibi in nutrienti assimilabili, hanno un sistema circolatorio atto a veicolarli nell'intero organismo, eccetera.

### Tipologie di somministrazione
L'apporto di nutrienti per vie naturali viene definito «alimentazione» o (tautologicamente) «alimentazione naturale»; quello attuato per vie che aggirano la modalità naturale sono definite «alimentazione artificiale» o  «nutrizione artificiale» (dove, più propriamente, si intende "nutrizione per via artificiale"). Le scienze mediche (umane e veterinarie) si occupano delle modalità di somministrazione per vie artificiali in caso di patologie coinvolgenti gli apparati interessati all'introduzione del cibo, e della diagnosi di patologie necessitanti di particolari regimi alimentari, corretti per le stesse patologie.
La somministrazione dei nutrienti può essere così suddivisa:
- La via naturale costituisce la modalità normale e comunemente conosciuta, dove non è necessario l'uso di alcun dispositivo esterno per l'apporto dei nutrienti.
- Le vie artificiali si possono distinguere in:
  - Via enterale, necessaria quando non si è in grado di alimentarsi autonomamente o a sufficienza. Le più frequenti sono:
    - Sondino nasogastrico: usato per breve periodo e quando si è collaboranti al suo posizionamento (e sonda da esofagostomia, più usata nella pratica veterinaria).
    - PEG: permette una migliore tollerabilità e può essere usato anche su pazienti poco collaboranti.

  - Via parenterale, usata principalmente quando c'è un mancato funzionamento del tratto gastrodigestivo e/o non è stato possibile applicare una nutrizione enterale.

## Nel genere umano

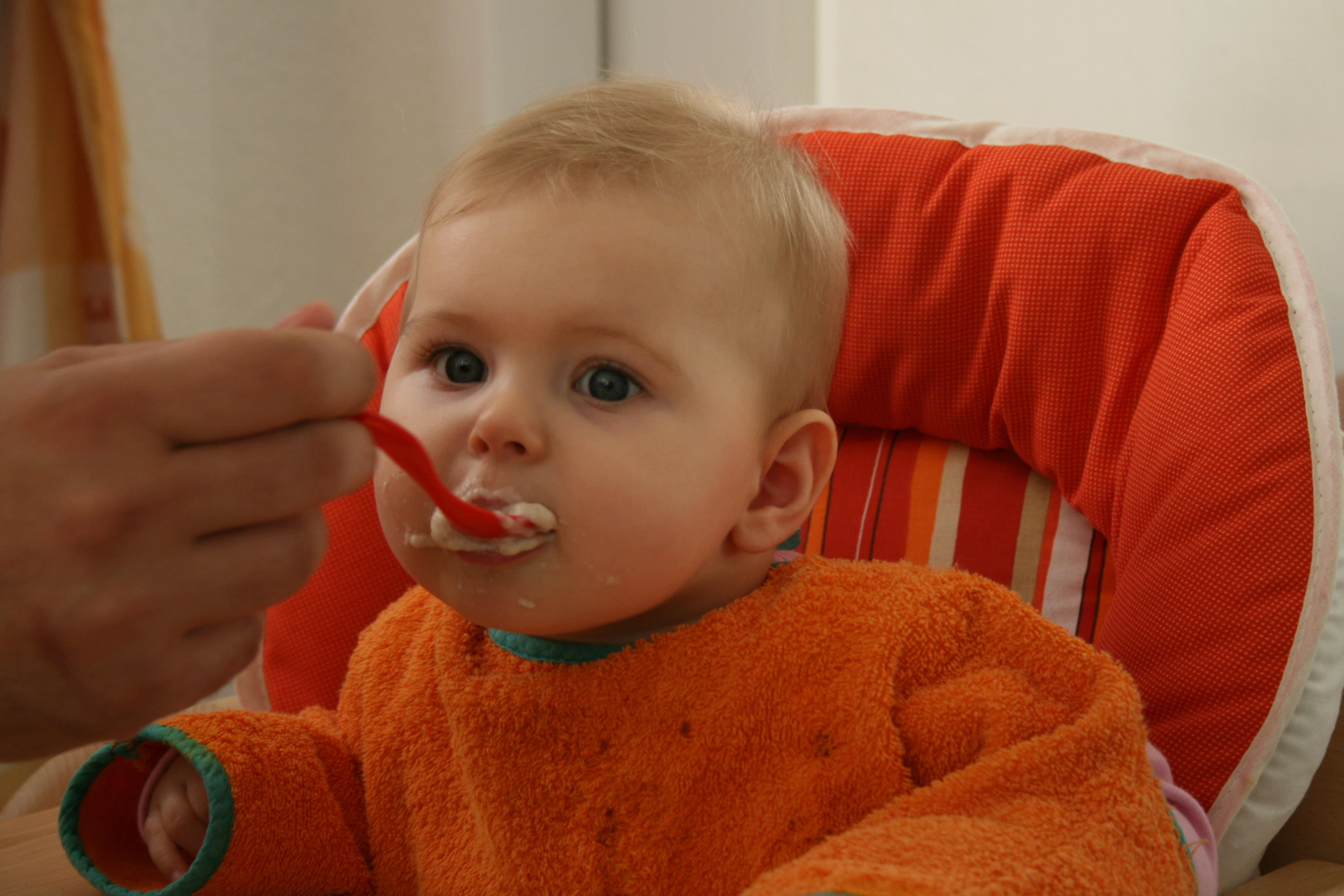
La nutrizione naturale di un bambino

In campo umano il metabolismo dell'organismo, le necessità alimentari e le questioni correlate, sono ulteriormente mirate alle necessità dello specifico organismo. Si tratta d'un vertebrato superiore, con uno specifico sistema digerente, dalla dentatura al canale intestinale, e una biochimica tale da permettere una nutrizione di tipo onnivoro, basata su un equilibrato apporto, in primis, di carboidrati complessi, proteine, e lipidi. Come in tutti gli organismi è fondamentale che l'apporto di macro e micronutrienti sia corretto per lo svolgimento delle funzioni vitali e quindi per permettere al corpo di mantenere i processi vitali e mantenersi in salute.
Il genere umano è onnivoro, in grado di consumare una grande varietà di materiali vegetali e animali.
Durante il paleolitico l'homo sapiens impiegava caccia pesca e raccolta quali fonti primarie di cibo, alternando ai vegetali spontanei (frutti, semi, radici, tuberi, funghi) le proteine animali (carne, pesce, insetti, molluschi, crostacei).
L'uso del fuoco è diventato documentatamente regolare nelle specie H. sapiens e H. neanderthalensis. Si ipotizza, su basi scientifiche, che un motore evolutivo per H. erectus, il primo ominide documentatamente in grado di cuocere i cibi sia stato costituito dal ricavare, con la cottura, più calorie dalla dieta, diminuire le ore dedicate all'alimentazione superando le limitazioni metaboliche che negli altri primati non hanno permesso un'encefalizzazione e uno sviluppo neuronale legato alle dimensioni del cervello in proporzione alle dimensioni corporee. Questo, unito ad un crescente consumo di proteine animali, documentatamente ascritto alla separazione Homo-Australopithecus, o H. habilis-H.erectus avrebbe costituito un potente impulso evolutivo.
Un certo numero di persone consuma comunque cibi non cotti, altri si astengono dal consumo di carne in toto, o di alcuni tipi solamente, altri ancora non consumano prodotti derivanti da animali, e ciò per diversi motivi, quali la religione, l'etica o per motivi di salute.
La dieta umana dipende molto dalla cultura e dall'ambiente di ogni popolazione, contemplando popoli come gli Inuit, praticamente carnivori, e vasti strati di popolazioni tropicali pressoché vegetariane.
Lo studio della dieta ha prodotto lo sviluppo di una vera e propria scienza alimentare. In genere, gli uomini possono sopravvivere da due a otto settimane senza cibo, a seconda del grasso depositato nel corpo. La sopravvivenza senz'acqua è invece limitata a tre o quattro giorni. La carenza di cibo resta un serio problema, con circa 300 000 morti per fame ogni anno. In realtà esiste anche il problema contrario alla fame, l'obesità, che nei paesi industrializzati cresce in maniera quasi epidemica, portando problemi di salute e aumentando la mortalità.
Circa diecimila anni fa, l'uomo ha sviluppato l'agricoltura e l'allevamento all'inizio del Neolitico, che ha sostanzialmente rivoluzionato il tipo di cibo che l'uomo assume, passando velocemente ad una dieta base ricca di carboidrati amilacei da cereali, proteine vegetali da legumi e proteine animali, probabilmente in minore quantità, da latte, uova, e carne di specie allevate, lipidi da semi. Si trattava di calorie a reperibilità facilitata rispetto all'ottenimento degli stessi nutrienti dalle attività di caccia e raccolta.
La disponibilità di calorie per un sempre più elevato numero di individui ha contribuito allo sviluppo di popolazioni, città e, a causa dell'aumento della densità della popolazione, a una maggiore diffusione delle malattie infettive epidemiche, nonché a variazioni nella costituzione fisica e nei caratteri antropometrici. Il tipo di cibo che si consuma e il modo in cui si prepara varia da cultura a cultura e nel corso del tempo. Progressivamente vennero introdotti nella dieta sempre nuovi cibi.

### L'alimentazione corretta

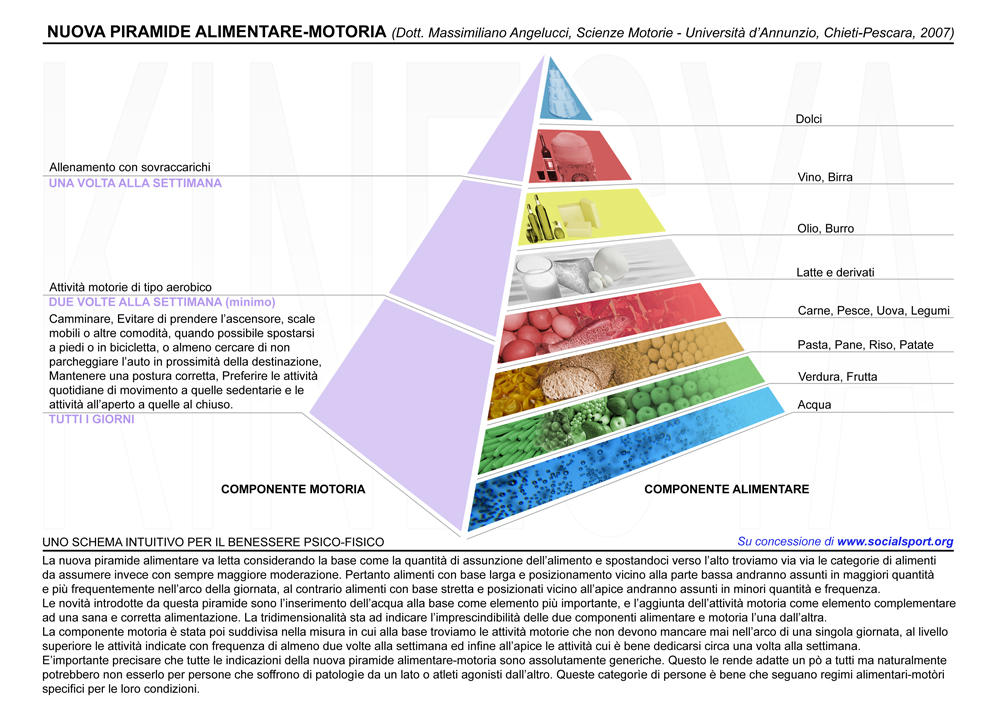
Un esempio di piramide alimentare che combina raccomandazioni dietetiche a consigli per un'attività motoria adeguata

Un'alimentazione sana è quella che fornisce tramite gli alimenti assunti quotidianamente la quantità di nutrienti che corrisponde al proprio fabbisogno. La nutrizione, come tutte le scienze, è in continua evoluzione e l'acquisizione di nuovi dati e nuovi studi fa sì che le raccomandazioni per una dieta corretta vengano periodicamente aggiornate in funzione delle nuove conoscenze.
Uno schema utilizzato per visualizzare quali sono le proporzioni di alimenti che è consigliabile assumere è quello delle piramidi alimentari.
Si tratta di piramidi divise da piani che delimitano dei volumi. Ad ogni settore coincide una tipologia di alimento e la sua relativa quantità, compresa l'acqua, ed eventualmente anche la quantità di attività motoria come elemento fondamentale.
I volumi maggiori della piramide trovano gli alimenti che possono essere consumati in quantità maggiore. Proseguendo troviamo quei cibi il cui consumo deve essere progressivamente più limitato.
Esistono diverse versioni della piramide alimentare, che riflettono diverse teorie scientifiche in merito.
Descrivendo brevemente una delle piramidi a frazionamento orizzontale vediamo che alla base della piramide si trova l'acqua, poi frutta e ortaggi, essenziali per l'apporto in vitamine e minerali, ma anche di fibre, importanti non per la funzione nutriente ma per il mantenimento della funzione digestiva dell'intestino. Al terzo piano si trovano i cibi ricchi in carboidrati complessi (pasta, pane, riso, cereali), che in molti regimi alimentari dovrebbero rappresentare la maggiore fonte di energia. Al quarto piano si trovano gli alimenti proteici (carne, pesce, uova, legumi). Al quinto piano si trovano latte e derivati, e al sesto i grassi (olio e burro): questi alimenti, in condizioni metaboliche e di attività medie vanno consumati in quantità limitate anche perché hanno una densità energetica maggiore (cioè a parità di peso forniscono più calorie delle altre categorie di alimenti). All'apice troviamo vino e birra, ed infine i dolci.

In molti casi la piramide alimentare viene combinata con consigli per un'adeguata attività fisica, altro elemento insieme alla dieta che permette di mantenersi in salute. Questo tipo di schema viene definito "piramide alimentare-motoria".
Questa è una suddivisione semplificata e di massima, considerando una notevole variabilità di approcci alimentaristi, dal vegetarianismo, all'esclusione dei latticini per motivi di indigeribilità genetica del lattosio, al bando religioso di alcune carni animali o delle bevande fermentate, fattori inerenti eventuali patologie a parte.
La scienza della nutrizione umana studia il rapporto tra l'alimentazione e lo stato di salute o malattia, dove molti comuni problemi di salute possono essere evitati o alleviati con una dieta appropriata. La figura professionale competente per la prescrizione di una terapia dietetica (che può essere un intervento di tipo artificiale - nutrizione enterale/parenterale - o dietetico) è il medico-chirurgo (tutte le specialità), mentre le figure competenti per l'elaborazione della dieta sono il dietologo (medico-chirurgo specializzato in scienza dell'alimentazione), il nutrizionista (biologo specializzato) ed il dietista (professione sanitaria tecnico-assistenziale).

### Nutrizione e prevenzione
La dieta può rivestire un fattore importante nella prevenzione di alcune patologie, anche tenendo conto il considerevole innalzamento della soglia di longevità nelle società moderne che portano alla luce effetti a lungo termine, oltre ai dati relativi alle più note malattie da carenza. 

Questa branca della nutrizione si basa principalmente su studi di epidemiologia, cioè sull'osservazione di relazioni tra determinati fattori (ad esempio un'alimentazione ricca in uno specifico alimento) e l'incidenza di alcune malattie. L'osservazione di questi fenomeni è alla base della successiva verifica tramite esperimenti.

#### Sovrappeso e obesità
L'obesità è una delle malattie più diffuse nel mondo moderno, e la sua diffusione è legata alla evoluzione delle abitudini alimentari e degli stili di vita. Sebbene esistano anche dei fattori genetici coinvolti nello sviluppo di questa patologia, l'associazione di uno stile di vita sedentario e di abitudini alimentari quantitativamente e qualitativamente scorrette è il principale fattore causale. Dal punto di vista nutrizionale gioca un ruolo preponderante il consumo di bibite zuccherate in sostituzione dell'acqua (che non ha calorie) e di alimenti ad alta densità energetica come snack dolci o salati. Il principale intervento nutrizionale per prevenire il sovrappeso e l'obesità è il privilegiare cibi a bassa densità energetica, come frutta e verdura e carboidrati complessi (ad alimenti ricchi in zuccheri e amido, preferire alimenti più ricchi in fibre, a base di cereali integrali). Queste scelte alimentari contribuiscono ad aumentare il senso di sazietà diminuendo l'apporto di calorie, e ad aumentare l'assunzione di micronutrienti. All'intervento nutrizionale va ovviamente associata la correzione dello stile di vita in favore di una maggiore attività fisica.
Le definizioni di sovrappeso e obesità (che non sono necessariamente la medesima cosa) dipendono da 2 importanti parametri fisici degli individui. Il primo prende il nome di indice di massa corporea, ed è un valore adimensionale funzione del peso e dell'altezza; il secondo è la percentuale di massa grassa, ed è un rapporto percentuale tra la massa grassa dell'organismo e la massa complessiva dello stesso.
In luce di ciò si può quindi determinare il sovrappeso e l'obesità come segue:
- sovrappeso: situazione fisica per cui il valore di Indice di Massa Corporea è superiore a 25. In sostanza il sovrappeso, come dice la parola, è un eccesso di peso. Esso può essere causato non solo da una sovrabbondanza di grassi, ma anche da un surplus di muscoli;
- obesità: situazione fisica per cui il valore percentuale di massa grassa va oltre i limiti suggeriti da alcune tabelle salutistiche nelle quali mediamente il confine è 20%-25%

Se ne conviene che non tutte le persone in sovrappeso sono anche obese, e non tutte le persone obese sono in sovrappeso.

#### Diabete di Tipo 2
Il diabete di tipo 2 è la forma di diabete più diffusa nel mondo. Tra le cause predisponenti figurano il sovrappeso e l'obesità e il consumo elevato di alimenti grassi e dolci. Per prevenirlo viene raccomandata una riduzione dei grassi nella dieta, in particolare di quelli saturi, e la sostituzione degli alimenti ricchi in zuccheri e amido con alimenti integrali più ricchi in carboidrati strutturali.

#### Malattie cardiovascolari
Le malattie del cuore e dei vasi sanguigni sono una delle maggiori cause di mortalità a livello mondiale (l'Organizzazione mondiale della sanità (OMS) ha calcolato che rappresentano un terzo delle cause di morte, circa 15.3 milioni) e rappresentano uno dei maggiori settori di interesse dal punto di vista nutrizionale. Numerose abitudini alimentari sono considerate alla base dello sviluppo di queste patologie, in particolare l'elevato consumo di alimenti ricchi di acidi grassi saturi e colesterolo, di sale e di zuccheri e il limitato consumo di frutta e verdura.
- I grassi nella dieta sono stati estensivamente studiati in relazione alle malattie cardiovascolari e in particolare coronariche. Gli acidi grassi saturi, in particolare quelli contenuti nei grassi di origine animale, aumentano il cosiddetto “colesterolo cattivo” nel sangue (quello legato alle lipoproteine LDL). Per questo le fonti di grassi nella dieta dovrebbero essere prevalentemente vegetali: gli oli infatti hanno un alto contenuto in acidi grassi polinsaturi, che non hanno effetti negativi in relazione a queste malattie. Tra gli acidi grassi insaturi, quelli in configurazione trans hanno ugualmente effetti negativi sulla salute. Questi tipi di grassi sono prodotti nella idrogenazione dei grassi di origine vegetale (che viene fatta a livello industriale per la preparazione di sostituti del burro, come le margarine) e nel processo di frittura degli alimenti. Per agire su questi fattori di rischio, si raccomanda un ridotto consumo di alimenti fritti, un elevato consumo di pesce, che è una fonte di acidi grassi protettivi omega 3 e omega 6, e di oli vegetali che forniscono acido alfa linolenico. Questi acidi grassi hanno un effetto protettivo sulle arterie. Inoltre, la recente scoperta delle proprietà dei fitosteroli (estratti principalmente dalla soia) di ridurre il colesterolo cattivo, ha notevolmente aumentato la disponibilità di alimenti arricchiti di questi composti. Tuttavia, gli alimenti contenenti fitosteroli non devono essere considerati come preventivi, ma come curativi e devono perciò essere consumati solo da quelle persone che hanno un elevato livello di colesterolo LDL nel sangue.

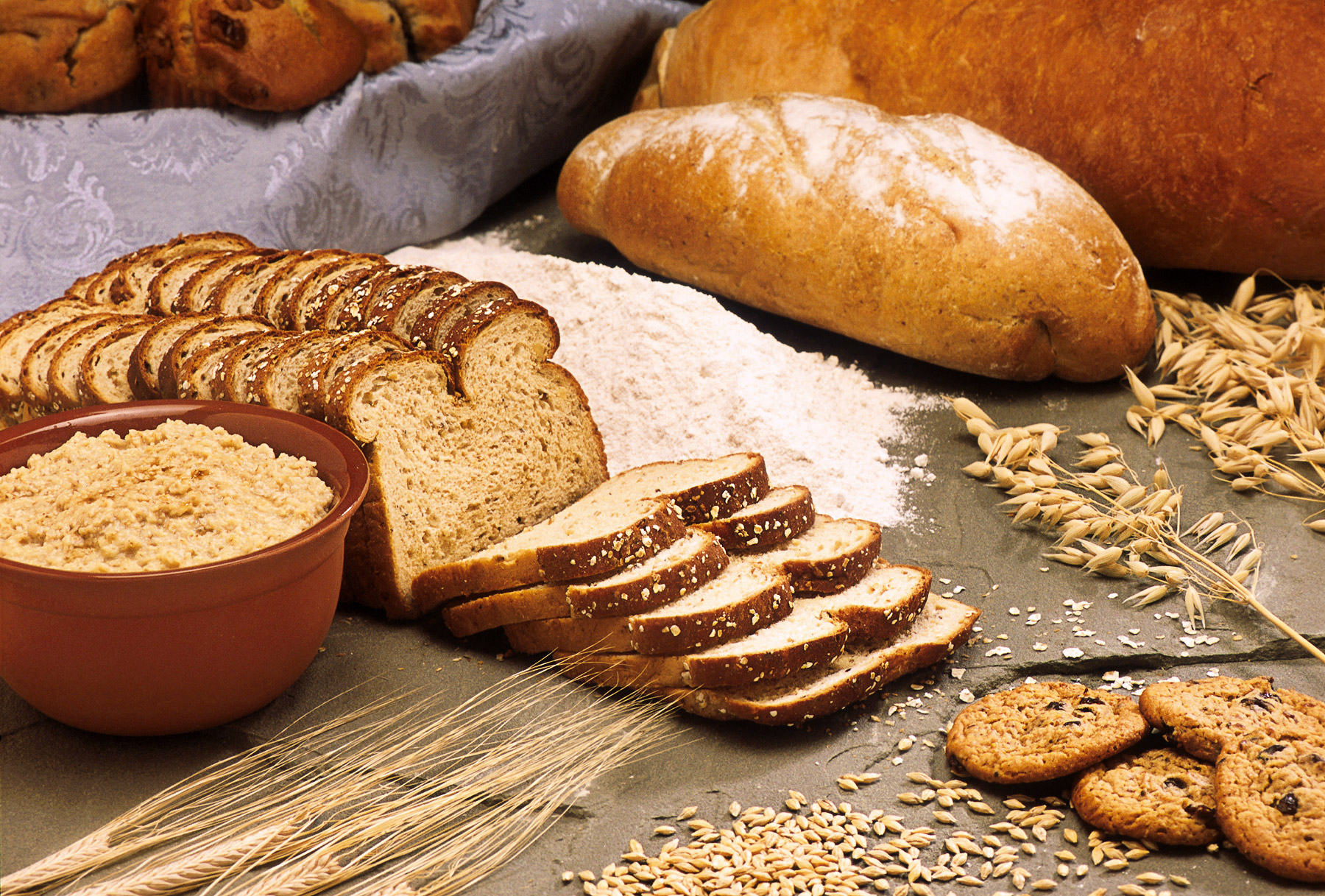
Alcuni prodotti a base di cereali

- La fibra dietetica, costituita da una serie di carboidrati che vengono solo limitatamente o per niente digeriti dall'uomo, è in grado di ridurre il colesterolo nel sangue, anche se i meccanismi alla base di questo fenomeno non sono ancora del tutto chiariti. Le fonti di fibra dietetica sono soprattutto i cereali integrali, la frutta e la verdura.
- La riduzione dell'assunzione di sale è un altro fattore nutrizionale importante nella prevenzione delle malattie vascolari, in quanto l'alta pressione sanguigna è uno dei principali fattori associati all'infarto. Una dieta iposodica (a basso contenuto di sale) deve tener conto non solo della riduzione del sale aggiunto, ma anche del sale intrinseco contenuto nei cibi e nell'acqua.
- Alcune sostanze presenti nei vegetali, in particolare i flavonoidi e il folato, sembrano avere un effetto protettivo contro le malattie cardiovascolari. Tuttavia le osservazioni epidemiologiche sono state largamente disattese dalle sperimentazioni cliniche.

#### Tumori

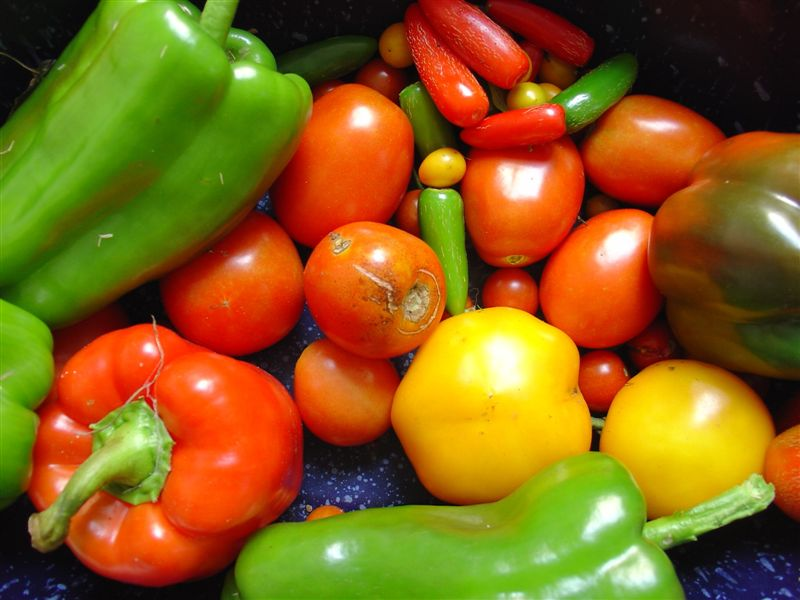
Frutta e verdura hanno un ruolo preventivo importante

Esistono moltissimi fattori, identificati e non, che contribuiscono allo svilupparsi del cancro. Tra quelli identificati i più importanti sono il fumo, la dieta, il consumo di alcool, l'attività fisica, infezioni, fattori ormonali e radiazioni.
L'OMS ritiene che i fattori dietetici possano spiegare circa il 30% dei casi di cancro nei Paesi industrializzati. Tra i fattori che aumentano l'incidenza di cancro c'è il sovrappeso/obesità, il consumo di alcool e il consumo di carni conservate e salate (come gli insaccati), mentre il fattore preventivo più importante è il consumo di frutta e verdura.

#### Osteoporosi
L'osteoporosi è una malattia caratterizzata da una demineralizzazione delle ossa lunghe e conseguente suscettibilità alle fratture. Anche se la dieta ha un ruolo minore nello svilupparsi di questa patologia, alcuni micronutrienti come calcio e vitamina D appaiono importanti in particolare nell'età adulta. La carenza di vitamina D causa rachitismo nei bambini e osteomalacia negli adulti. Altri micronutrienti giocano un ruolo nella promozione della salute delle ossa, come zinco, rame, manganese, vitamine A, C, K, B, potassio e sodio. La maggiore fonte alimentare di calcio è rappresentata dall'uva bianca e formaggi stagionati come Grana e Parmigiano. Per quanto il latte e latticini ne contribuisca, il danno è maggiore del beneficio, ma in diete in cui questi sono carenti l'apporto può essere garantito da adeguati sostituti come broccoli e cavoli, legumi e sottoprodotti di alcuni legumi (come il tōfu).

### Disordini alimentari
Esiste una serie di disturbi caratterizzati da un'alterazione del normale comportamento alimentare, con sintomi che variano dall'eccessiva e/o incontrollata assunzione di cibo al rifiuto di alimentarsi. Molti di questi disordini sono riconosciuti come disturbi psichici, tra i quali si possono citare:
- Anoressia
- Bulimia
- Ortoressia
- Vomito